# 구스타프 헤르츠
구스타프 루트비히 헤르츠(독일어: Gustav Ludwig Hertz, 1887년 7월 22일 ~ 1975년 10월 30일)는 독일의 원자 물리학자이다. 함부르크에서 출생하여, 할레 대학 교수·지멘스 공업 상회 연구소장을 지냈다. 제임스 프랑크와 함께 프랑크-헤르츠 실험을 진행하여 1925년 노벨 물리학상을 수상하였다. 1932년 방사성 동위 원소의 분리법을 개발하였으며, 미국의 원자력 위원회에서 그의 방법을 이용하여 우라늄 분리 공장을 건설하였다. 1945-1954년에 걸쳐 소련에서 연구한 공로로 스탈린 상을 받았다.

## 같이 보기
- 프랑크-헤르츠 실험
- 하인리히 루돌프 헤르츠